# Seydou Keita
Seydou Keita, född 16 januari 1980, är en malisk före detta fotbollsspelare. Han representerade under sin karriär Malis landslag.
Keita gick från Sevilla till Barcelona säsongen 08/09. Hans kusin Mohamed Sissoko är också professionell fotbollsspelare. Keita och Sissoko har liknande spelstil; båda är aggressiva löpstarka defensiva mittfältare, som även besitter offensiva kvalitéer.

## Barcelona
Den 26 mars 2008 skrev Keita på ett 4-årskontrakt och blev därmed den första spelaren från Mali att spela i Barcelona. Keita gjorde sin debut i Champions League i en match mot Wisła Kraków, den 31 augusti 2008. Keita gjorde sitt första mål för Barcelona den 16 november 2008, i La Liga-spel mot Recreativo de Huelva, då han gjorde 0-2-målet.
Den 25 oktober 2009 gjorde Seydou Keita en av sina allra bästa matcher i Barcelonatröjan, hemma på Camp Nou mot Real Zaragoza, en match som Barcelona vann med hela 6-1. Keita gjorde 3 av målen, ett hattrick, och spelade fram till ett av målen. Övriga mål gjordes av Zlatan Ibrahimović (2) och Lionel Messi. Den 11 maj 2011 gjorde Keita matchens mål mot Levante som säkrade Barcelonas La Liga-titel.

## Meriter

### Lorient
- Coupe de France: 2001/2002

### Sevilla
- Supercopa de España: 2006/2007

### FC Barcelona
- La Liga: 2008/2009, 2009/2010, 2010/2011
- Uefa Champions League: 2008/2009, 2010/2011
- Copa del Rey: 2008/2009, 2011/2012
- Supercopa de España: 2008/2009, 2009/2010, 2010/2011
- Uefa Super Cup: 2009, 2011
- Världsmästerskapet i fotboll för klubblag: 2009, 2011